# Predicable
Se entienden por categoramas los diferentes modos de relación que se dan entre el sujeto y el predicado de una proposición lógica.

## La doctrina deAristóteles
Aristóteles los llamó κατηγορούμενα considerando como criterio para ello la convertibilidad o no convertibilidad del sujeto con el predicado, dando lugar a las siguientes:
- όρος o definición: Cuando la relación del sujeto y el predicado es convertible de forma esencial.
- ϊδιον o propiedad: Cuando la relación es convertible pero no esencial.
- γένος, género y διαφορά, diferencia: Cuando la relación es esencial pero no convertible.
- συμβεβηκός o accidente: Cuando la relación es no esencial ni convertible.

## La doctrina dePorfirio
Porfirio en su Isagoge interpretó esta doctrina de una forma un poco diferente. Consideró cinco predicables, el género, la especie, la diferencia, la propiedad y el accidente.
Pero cambia el criterio de origen de tales conceptos. Si para Aristóteles el fundamento es el modo de predicación, ahora para Porfirio es el hecho de ser un predicado atribuible a una pluralidad de individuos como sujetos.
- El género y la diferencia es afirmado de una pluralidad de especies y de individuos
- La especie es afirmada de los individuos.
- La propiedad es afirmada de la especie de la cual es lo propio y de los individuos que pertenecen a la especie.
- El accidente es afirmado tanto de la especie como de los individuos.

Esta doctrina porfiriana fue la que se transmitió y tuvo enorme influencia en la Escolástica medieval, dando lugar a una profunda diferencia respecto a la idea de Aristóteles.
Mientras Aristóteles habla de un modo de predicación, con la doctrina de Porfirio se está hablando de un modo de atribución, lo que puede dar lugar y de hecho produjo ciertos problemas en el sentido de considerar la predicación no de un modo epistemológico sino en un sentido ontológico. 
Tal es el problema conocido como problema de los universales. Discusiones acerca de la realidad conceptual como un contenido ontológico, el llamado realismo o la mera consideración de una palabra o término lógico, el llamado nominalismo.

## La doctrina deAvicena
Avicena lo define así: 

Expresiones universales que coinciden en poder ser predicados de las cosas particulares que son inferiores a ellos
Metafísica. trad. Cruz Hernández, M. 1950. p.85

Y los clasifica de esta forma:
- Predicables con caracteres constitutivos: género, especie, diferencia
- Predicables con caracteres derivativos: propiedad, accidente

El accidente a su vez puede ser: 
- Concomitante que pertenece a la cosa completa y a otras cosas.
- Concomitante que pertenece a algunas cosas y a veces a otras cosas.
- Lo que es accidental para toda cosa y a veces para otras cosas.
- Lo que es accidental para algunas cosas y a veces pertenece a otras cosas.

Tales distinciones permiten a Avicena diferenciar los predicados como atributos que pertenecen a la esencia de lo que es atribuible como mera consecuencia de la existencia real, en su importantísima distinción entre Ser de Esencia (Esse, inteligible) y Ser de existencia (Subsistens, como sustancia realmente existente) que marca la diferencia entre Dios y las criaturas y que tanta influencia ejerció en Santo Tomás en su concepto de Dios como Ipsum Esse Subsistens.

## Los predicables en la actualidad
En la actualidad la consideración de la lógica como ciencia formal hace perder importancia a estas distinciones. Sin embargo en el uso del lenguaje y la gramática estas distinciones no vienen mal para mantener un espíritu crítico acerca de los predicados que «ingenuamente» atribuimos a un sujeto gramatical, sin tener en cuenta sus implicaciones significativas cuando dicho sujeto gramatical no es un individuo existente o un conjunto definido de individuos existentes, sino una clase lógica.
El problema en la actualidad se considera como problema de las propiedades, descripciones y definiciones.